# Iglesia de Nuestra Señora de Gracia (Palomas)
La iglesia parroquial de Nuestra Señora de Gracia es un templo católico situado en la localidad española de Palomas, perteneciente a la provincia de Badajoz, en la comunidad autónoma de Extremadura.

## Localización
La iglesia se localiza exenta en el centro de una plaza rectangular limitada por las calles Iglesia, Jesús, Tras Iglesia y Juan XXIII, con su eje girado respecto a la plaza, generándose una plataforma elevada en torno a la iglesia en las fachadas al sur debido a la pendiente del terreno.

## Historia
El origen de la edificación data del primer cuarto del siglo XVI, conociéndose su proceso constructivo con bastante precisión gracias a los Libros de Visitas de la Orden de Santiago. A través de esta fuente se sabe que en 1515, el edificio estaba ya en obras, y que hacia la mitad del siglo prácticamente se habían finalizado los trabajos. El templo experimentó un proceso de restauración en la década de 1990.
La iglesia fue declarada bien de interés cultural en la categoría de monumento el 12 de noviembre de 2013.

## Características
Los muros del templo están realizados con mampostería con contrafuertes y esquinas de ladrillo, sobresaliendo la utilización del ladrillo aplantillado en la decoración de las portadas y en la torre. Las portadas laterales se caracterizan por un lenguaje gótico tardío con formas curvas, baquetones moldurados y arcos conopiales, junto con elementos de tradición islámica como alfices, así como por el empleo del ladrillo aplantillado mudéjar revocado con cal.
El aspecto más destacado del conjunto es la torre, uno de los mejores ejemplos de torre mudéjar en Extremadura, similar a las de Puebla de la Reina, Alange y Granja de Torrehermosa, entre otras, que se caracteriza por su monumentalidad y riqueza decorativa. Se trata de una obra gótica-mudéjar que continúa el tipo denominado torre-fachada tan frecuente en ciertas áreas andaluzas y extremeñas, y se realizó poco antes de 1550 según la bibliografía existente. De planta cuadrada sobresale casi en su totalidad de la nave y es de gran altura. Consta de cuatro cuerpos, los dos inferiores integrados en el templo; el bajo es el nártex de la iglesia, y el segundo forma el coro-tribuna rematado por bóveda de crucería estrellada. La escalera en estos dos tramos se sitúa en un cuerpo al lado de la epístola. A partir del coro, la escalera se desarrolla dentro de la caja de la torre, hasta llegar al cuarto y último cuerpo donde se abren los vanos para las campanas.
De grandes dimensiones y armoniosas proporciones, su decoración geométrica realizada con ladrillo aplantillado es característica de la tradición mudéjar. Se conservan en el interior de templo elementos artísticos de interés como son los siguientes: Retablo mayor; Retablo lateral de la Virgen del Carmen; Retablo lateral del Nazareno; Retablo lateral de la Inmaculada; Retablo lateral de la Dolorosa; Retablo lateral; y Retablo de la Virgen de Guadalupe.